# Hermann Tops

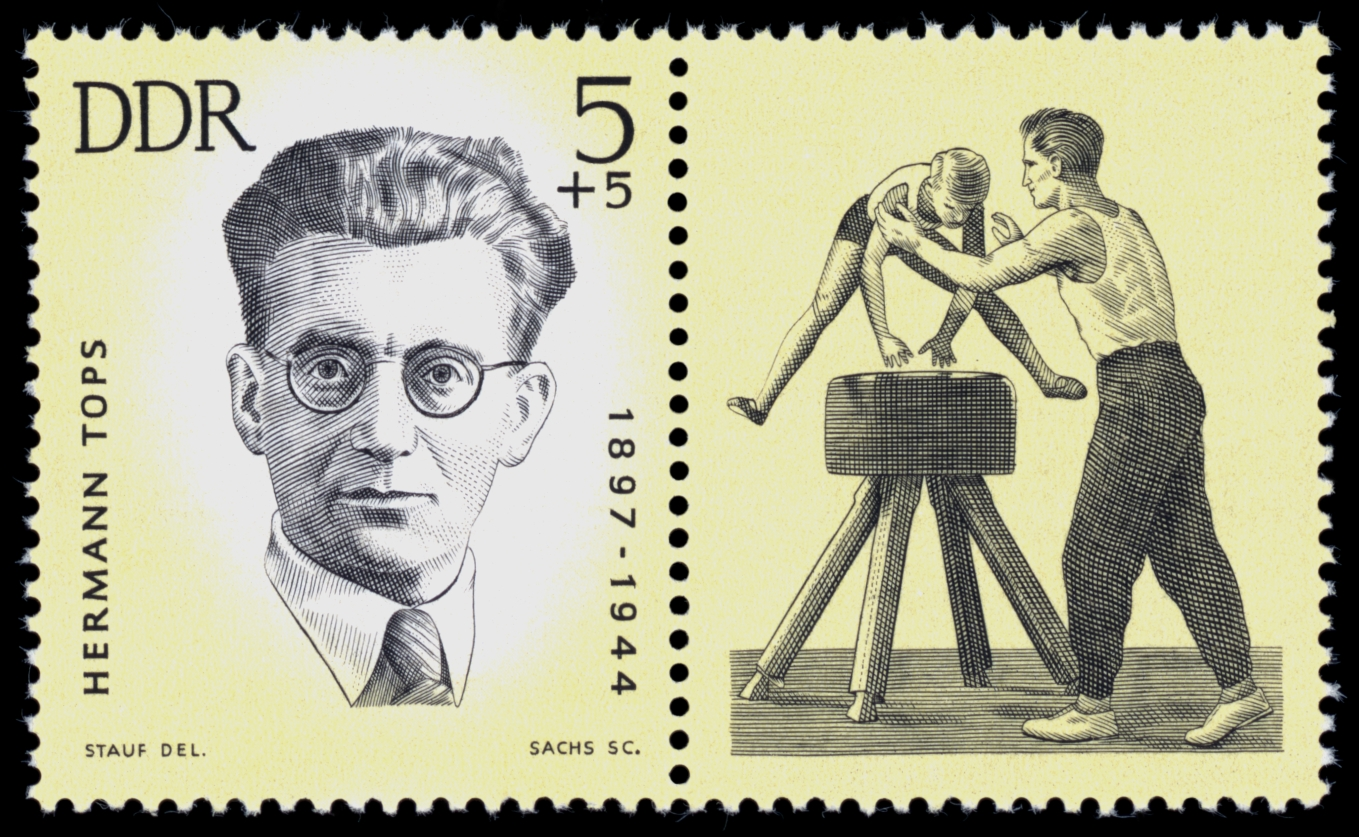
Hermann Tops auf einer DDR-Briefmarke aus dem Jahre 1963

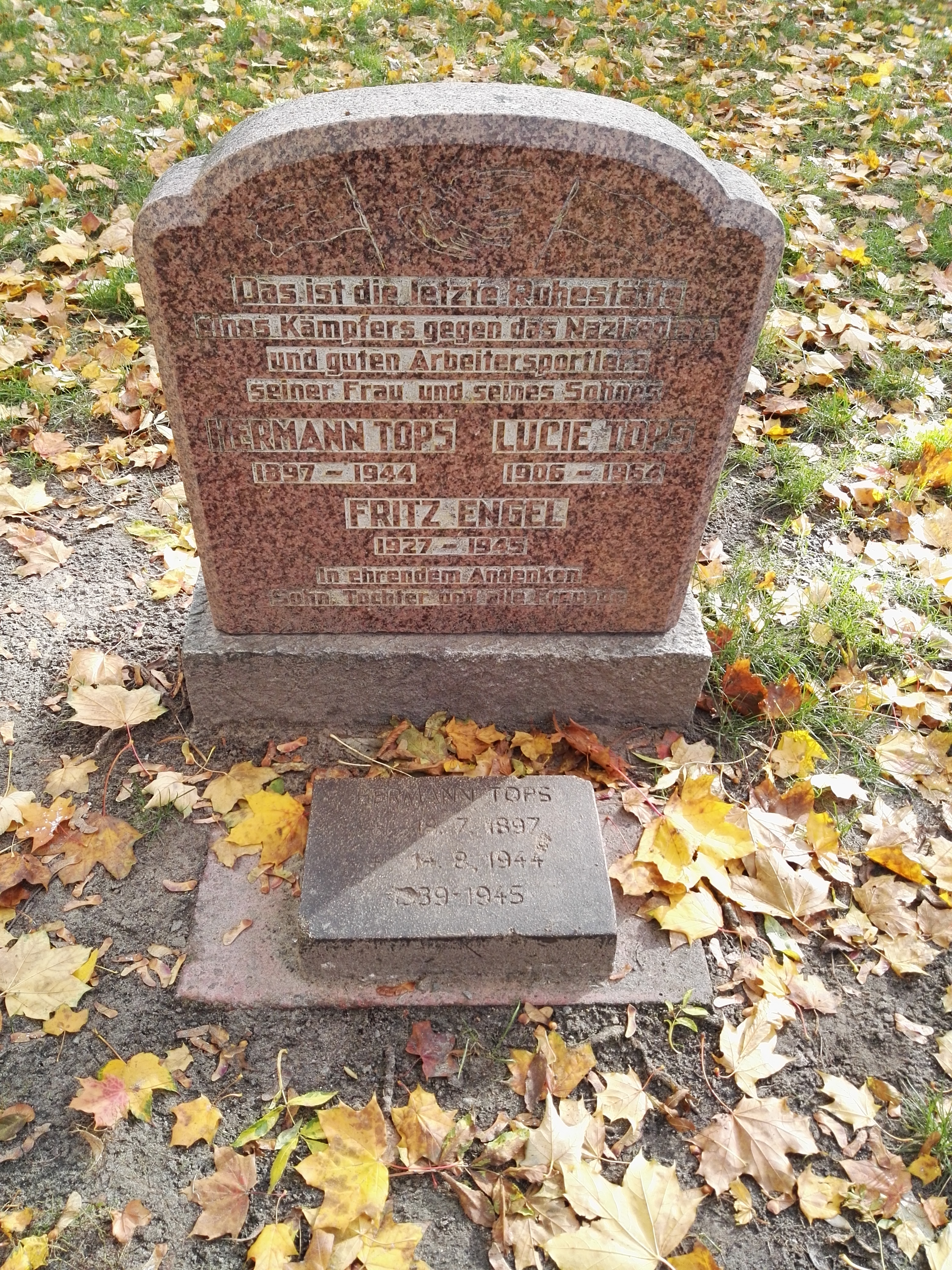
Grabstein im Friedhofspark Berlin

Hermann Tops (* 18. Juli 1897 in Berlin; † 14. August 1944 in Brandenburg an der Havel) war ein deutscher Kommunist und Widerstandskämpfer gegen den Nationalsozialismus.

## Leben
Tops war Werkzeugmacher. Er war ab 1919 Mitglied des Metallarbeiter-Verbandes und ab 1923 der Kommunistischen Partei, für die er zeitweise in der Bezirksverordnetenversammlung Prenzlauer Berg saß.
Hermann Tops war mit Lucie Tops (1906–1964) verheiratet und hatte einen Sohn namens Fritz Engel (1927–1945). Er gehörte schon als Schüler dem kommunistischen Sportverein Fichte Berlin an und war ab 1931 Turnwart von Berlin-Brandenburg im Vorstand der Kampfgemeinschaft für Rote Sporteinheit.
Schon im ersten Jahr der nationalsozialistischen Herrschaft wurde Tops verhaftet und zu mehr als einem Jahr Gefängnis verurteilt. 1939 wurde Hermann Tops Mitglied der kommunistischen Widerstandsgruppe um Robert Uhrig. Am 4. Februar 1942 wurde er verhaftet, am 21. Juni 1944 zusammen mit Ernst Knaack, Heinrich Preuß, Wilhelm Rietze und Arthur Sodtke zum Tode verurteilt, am 14. August 1944 im Zuchthaus Brandenburg hingerichtet.
In der DDR wurde Hermann Tops als Antifaschist und Widerstandskämpfer geehrt. Die vormalige Ludwigstraße in Prenzlauer Berg, am südlichen Rande des Friedrich-Ludwig-Jahn-Sportparks gelegen, wurde zu Tops' Ehren 1952 in Topsstraße umbenannt; sie heißt noch heute so. Auch in Brandenburg an der Havel gab es eine Hermann-Tops-Straße, die jedoch heute Kreyssigstraße heißt.
An dem Hause Kopenhagener Straße 46 in Prenzlauer Berg, in dem Tops bis 1942 wohnte, wurde 1976 eine Gedenktafel für ihn angebracht, die sich dort jedoch nicht mehr befindet. Von 1977 bis 1991 hieß eine Polytechnische Oberschule in Prenzlauer Berg „Hermann-Tops-Oberschule“; das Gebäude wird heute von der Schule am Falkplatz genutzt. Von 1987 bis 1992 erinnerte eine Gedenktafel im Bezirksamt Prenzlauer Berg an der Fröbelstraße 17 an Gustav Schiefelbein und Hermann Tops.